# Dyskryminacja (psychologia społeczna)

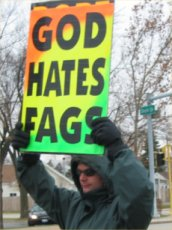
Jeden z członków liczącego około 40 osób Kościoła Baptystycznego Westboro (WBC) podczas demonstracji w USA, napis na banerze uznawany jako postawa dyskryminująca osoby o orientacji homoseksualnej (zob. homofobia) pod pretekstem religijnym (2005)

Dyskryminacja (łac. discriminatio – rozróżnianie) – forma marginalizacji (wykluczenia społecznego), objawiająca się poprzez traktowanie danej osoby mniej przychylnie, niż innej w porównywalnej sytuacji ze względu na jakąś cechę, np. okres rozwojowy, niepełnosprawność, orientację seksualną, płeć, wiek, wyznawaną religię, światopogląd, narodowość lub rasę.

## Formy główne
Dwie główne formy dyskryminacji to:
Dyskryminacja bezpośrednia (celowa) – typ dyskryminacji, w którym dana osoba traktowana jest mniej przychylnie niż traktuje lub traktowałoby się inną osobę w porównywalnej sytuacji bezpośrednio z powodu „odmienności”
(np. różnica płacowa kobiet i mężczyzn na tym samym stanowisku pracy, jeżeli wydajność ich pracy jest porównywalna lub kiedy agent nie chce wynająć mieszkania osobie homoseksualnej);
Dyskryminacja pośrednia (niecelowa) – typ dyskryminacji, w którym pozornie neutralne warunki, kryteria lub praktyki stosowane są na równi wobec wszystkich, lecz w sposób szczególny dotykają konkretną grupę społeczną. Pojęcie dyskryminacji pośredniej w wielu przypadkach stanowi uzasadnienie uprzywilejowania danej grupy (np. klub przyjmuje jako członków osoby, które są zameldowane w danym miejscu, przez co np. Romowie nie mogą zostać jego członkami).

## Niektóre rodzaje dyskryminacji

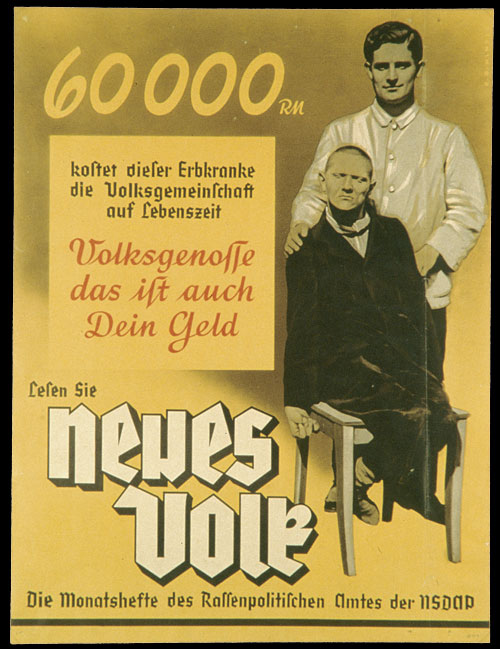
Niemiecki plakat propagandowy z około 1938, przedstawiający osobę niepełnosprawną wyłącznie jako niepotrzebne obciążenie finansowe dla społeczeństwa

- Dyskryminacja ze względu na przekonania i/lub działania,
- Dyskryminacja ze względu na rasę, kolor skóry lub grupę etniczną (rasizm),
- Dyskryminacja ze względu na płeć (seksizm),
- Dyskryminacja ze względu na wyznawaną religię (Dyskryminacja religijna),
- Dyskryminacja ze względu na orientację seksualną (bifobia, heterofobia, homofobia, w tym lesbofobia),
- Dyskryminacja ze względu na transpłciowość (transfobia, pośrednio również genderyzm),
- Dyskryminacja ze względu na pochodzenie (ksenofobia),
- Dyskryminacja ze względu na narodowość (szowinizm):
  - Dyskryminację osób narodowości angielskiej (anglofobia),
  - Dyskryminację osób o pochodzeniu arabskim lub (zwłaszcza) żydowskim (antysemityzm),
  - Dyskryminację osób polskim pochodzeniu (antypolonizm),
  - Dyskryminacje osób o pochodzeniu rosyjskim (rusofobia).
- Niemiecki plakat propagandowy z około 1938, przedstawiający osobę niepełnosprawną wyłącznie jako niepotrzebne obciążenie finansowe dla społeczeństwaDyskryminacja ze względu na wiek:
  - Dyskryminacja ze względu na nastoletniość (ang. ephebiphobia),
  - Dyskryminacja ze względu na dorosłość (adultyzm)
  - Dyskryminacja ze względu na starość (wiekizm).
- Dyskryminacja ze względu na wygląd zewnętrzny (atrakcjonizm, ang. lookism),
- Dyskryminacja ze względu na niepełnosprawność (ableizm),
  - Dyskryminacja ze względu na ich wadę słuchu (audyzm)
  - Dyskryminacja ze względu na głuchotę (surdofobia).
- Dyskryminacja ze względu na status społeczny:
  - Dyskryminacja ze względu na niższą rangę urodzenia, umiejętności, wiedzę lub majątek (elitaryzm, klasizm)
  - Dyskryminacja ze względu na bycie intelektualistą (antyintelektualizm)
- Dyskryminacja ze względu na wewnątrzgrupowe (w obrębie ideologii politycznej, regionalnej lub narodowej) różnice fikcjonalne lub denominację w obrębie religii (sektarianizm)
- Dyskryminacja ze względu na stan cywilny
- Dyskryminacja ze względu na godność
- Dyskryminacja ze względu na narkomanię

## Przejawy
Do przejawów dyskryminacji zalicza się między innymi:
- szklanego sufitu polegający na spowalnianiu rozwoju osobistego/kariery dyskryminowanych grup społecznych[4],
- molestowanie[5],
- odmawianie wynajmu nieruchomości[5],
- odmawianie świadczenia usług[6].